# Sovjetunionens U21-herrlandslag i handboll
Sovjetunionens U21-herrlandslag i handboll representerade Sovjetunionen i handboll vid U21-VM för herrar. Laget tog medalj i samtliga ungdomsmästerskap som spelades under den tid som Sovjetunionen existerade.